# أتوا أي راروبوكا
أتوا أي راروبوكا (بالإنجليزية: Atual Raropuka)‏ كائن خالق بولينيزي (تيكوبيا).